# Sergey Lvovich Sobolev
Sergei Lvovich Sobolev (tiếng Nga: Сергей Львович Соболев; 6 tháng 10 năm 1908 – 3 tháng 1 năm 1989) là một nhà toán học người Nga, làm việc trong ngành giải tích và phương trình đạo hàm riêng. Ông sinh ra ở Sankt-Peterburg, và mất ở Moskva.
Sobolev giới thiệu một số khái niệm bây giờ là cơ sở cho một số lãnh vực khác nhau của toán học. Không gian Sobolev có thể được định nghĩa bằng điều kiện tăng dần của biến đổi Fourier; chúng và các định lý nhúng (embedding theorem) là một chủ đề quan trọng trong giải tích hàm. Hàm số tổng quát (sau này được gọi là phân bố), được giới thiệu bởi Sobolev lần đầu tiên vào năm 1935 cho các nghiệm yếu, và được phát triển thêm bởi Laurent Schwartz; họ định nghĩa lại khái niệm đạo hàm. Cả hai phát triển này phát sinh trực tiếp từ các công trình của ông về phương trình đạo hàm riêng.
Sobolev tốt nghiệp từ Đại học Leningrad vào năm 1929, nơi ông là học sinh của Vladimir Smirnov. Ông làm việc ở Leningrad từ năm 1932, và tại Viện Toán học Steklov tại Moskva từ năm 1934. Ông là người lãnh đạo viện khi nó được sơ tán về Kazan trong Chiến tranh thế giới thứ hai. Ông là giáo sư tại Đại học Quốc gia Moskva từ năm 1935 đến 1957 và cũng là viện phó của Viện Năng lượng Nguyên tử từ 1943-57.
Vào năm 1956 Sobolev tham gia một nhóm các khoa học gia trong việc thiết lập hệ thống khoa học và giáo dục ở tầm mức lớn cho phần phía Đông của Liên Xô, kết quả là sự thành lập của Chi nhánh Siberia của Viện hàn lâm khoa học Liên Xô. Ông là người thành lập và là viện trưởng đầu tiên của Viện Toán học ở Novosibirsk, sau này mang tên ông, và đóng một vai trò quan trọng trong việc thành lập và phát triển Đại học Quốc gia Novosibirsk.